# Она обошлась с ним нечестно
«Она обошлась с ним нечестно» (англ. She Done Him Wrong) — американская романтическая комедия 1933 года.
Фильм является адаптацией пьесы «Diamond Lil», поставленной в Бродвейском театре в 1928 году. Действовавший в то время кодекс Хейса не позволял базировать сюжет полностью на театральной постановке, поэтому ассоциация разрешила сделать лишь адаптацию, однако и об этом было запрещено упоминать в рекламе.

## Сюжет
Действие происходит в Нью-Йорке 1890-х годов. Певица леди Лу работает в салуне на Бауэри у Гаса Джордана, который одаривает её бриллиантами. Но у леди Лу множество мужчин и кроме него.
Она не знает, что Гас контролирует проституцию и фальшивомонетничество, а также отправляет молодых девушек в Сан-Франциско для работы карманницами. Гас работает ещё с двумя мошенниками — русской Ритой и Сергеем Станьевым, любовником Риты. 
Один из конкурентов Гаса Дэн Флинн, бывший любовник Лу, намекает певице, что Гас замышляет недоброе. Также мужчина обещает присмотреть за ней, как только Гас окажется в тюрьме. Лу время от времени намекает, что она вернется к нему, но в конце концов Дэн теряет терпение, обещая посадить её в тюрьму, если та не подчинится. 
По соседству с баром находится делегация Армии Спасения. Её глава, капитан Каммингс, на самом деле федеральный агент под прикрытием, который старается внедриться в бар и разоблачить преступников. Гас ничего не подозревает, его беспокоит только то, что Каммингс отпугнёт клиентов.
Бывший парень Лу, Чик Кларк, — жестокий преступник, отсидевший за попытку украсть бриллианты для Лу. В его отсутствие она увлекается красивым молодым реформатором Каммингсом.
Получив предупреждение о том, что Чик считает её предательницей, она отправляется в тюрьму, чтобы попытаться успокоить его. Чик приходит в ярость и угрожает убить её, если она дважды обманет его. Она лжет, утверждая, что была верна. 
Гас платит фальшивыми деньгами Рите и Сергею. Чик сбегает из тюрьмы, и полиция ищет его в баре. Он приходит в комнату Лу и душит её, но останавливается, так как всё ещё любит. Лу обещает, что уйдёт с ним, закончив последний номер.
Когда Сергей отдает Лу бриллиантовую булавку Риты, та начинает драться с Лу. Лу случайно закалывает её, а потом спокойно расчесывает волосы Риты, чтобы скрыть смерть, пока полиция обыскивает комнату в поисках Чика Кларка. Затем Лу поручает телохранителю избавиться от тела и привести Чика, прячущегося в переулке. 
После она молча подает сигнал Дэну Флинну, чтобы он ждал ее в комнате. Там Чик стреляет в Дэна, на звук выстрела приезжает полиция. Каммингс показывает значок и арестовывает Гаса и Сергея. Чик, скрывающийся в комнате Лу, собирается убить девушку, но Каммингс задерживает и его.
Затем капитан увозит Лу в отдельной повозке и там говорит, что ей не место в тюрьме, надевая на безымянный палец Лу обручальное кольцо.

## В ролях
- Мэй Уэст — Лy
- Кэри Грант — капитан Каммингс
- Оуэн Мур — Чик Кларк
- Гилберт Роланд — Сергей Станиев
- Ной Бири-ст. — Гас Джордан
- Дэвид Ландау — Дэн Флинн
- Рафаэла Оттиано — русская Рита[2]
- Луиз Биверс — Пирл
- Рошель Хадсон — Сэлли

В титрах не указаны
- Хейни Конклин — дворник
- Билли Блэтчер — поющий официант
- Том Кеннеди — Большой Билл, бармен